# 9℃
9℃（くど、5月29日 - ）は、日本の漫画家、イラストレーター。女性。東京都葛飾区出身。

## 作品リスト

### 連載作品
- 放課後☆同盟（『コミック電撃だいおうじ』VOL.37 - VOL.64）
- 腐女子の瞳に恋してる（『まんがくらぶ』2016年11月号 - 2017年1月号）
- キョーダイコンプレックス（『月刊ヤングキングアワーズGH』2018年1月号 - 2020年2月号）
- ナツキくんは今日もキレイ（楽園 Le Paradis web増刊[注釈 1]）
- 目黒さんは初めてじゃない（Palcy 2018年3月15日 - 2024年6月25日）
- オレは床で寝ます！（『月刊ヤングキングアワーズGH』2020年5月号 - 2021年7月号）
- ピュアホワイトアウト（楽園 Le Paradis web増刊[注釈 2]、BookLive!先行配信）
- 幼馴染のお姫様（『週刊少年チャンピオン』2022年49号[1] - 2023年49号[2]）

### 読切作品
- ななめ後ろに三浦さん（『ウルトラジャンプ』2017年7月号）
- 貴方が落としたのは（『週刊ヤングジャンプ増刊 ヤングジャンプヒロイン』、2021年[3]）
- 「吸血鬼すぐ死ぬ」公式アンソロジー 新横浜で会いましょう リベンジマッチ！よよいのニャン（『ミステリーボニータ』2022年6月号）
- たしかひらがな4文字くらい（コミックトレイル 2022年12月23日）

### 書籍

#### 単著
- 『放課後☆同盟』KADOKAWA〈電撃コミックNEXT〉、2017年 - 、全2巻
  1. 2017年12月26日発売、ISBN 978-4-04-893478-7[4]
  2. 2019年2月27日配信、電子書籍[5]
- 『キョーダイコンプレックス』少年画報社〈YKコミックス〉、2018年 - 2020年、全3巻
  1. 2018年8月17日発売、ISBN 978-4-7859-6266-1[6]
  2. 2019年5月16日発売、ISBN 978-4-7859-6436-8[7]
  3. 2020年2月17日発売、ISBN 978-4-7859-6610-2[8]
- 『目黒さんは初めてじゃない』講談社〈KCデラックス〉、2018年 - 2024年、全11巻
  1. 2018年11月13日発売、ISBN 978-4-06-513856-4[9]
  2. 2019年4月12日発売、ISBN 978-4-06-514901-0[10]
  3. 2019年11月8日発売、ISBN 978-4-06-517807-2[11]
  4. 2020年5月8日発売、ISBN 978-4-06-519409-6[12]
  5. 2020年11月9日発売、ISBN 978-4-06-521521-0[13]
  6. 2021年5月7日発売、ISBN 978-4-06-523301-6[14]
  7. 2021年11月9日発売、ISBN 978-4-06-525919-1[15]
  8. 2022年6月20日配信、電子書籍[16]
  9. 2023年2月20日配信、電子書籍[17]
  10. 2023年10月13日配信、電子書籍[18]
  11. 2024年7月20日配信、電子書籍[19]
- 『ナツキくんは今日もキレイ』一迅社〈IDコミックス〉、2020年、全1巻
  1. 2020年4月28日発売、ISBN 978-4-7580-6862-8[20]
- 『ピュアホワイトアウト』NINO、2020年 - 2021年、全8巻
  1. 2020年8月26日配信、電子書籍（BookLive!先行配信）[21]
  2. 2020年8月26日配信、電子書籍（BookLive!先行配信）[21]
  3. 2020年8月26日配信、電子書籍（BookLive!先行配信）[21]
  4. 2020年9月23日配信、電子書籍（BookLive!先行配信）[22]
  5. 2020年10月28日配信、電子書籍（BookLive!先行配信）[23]
  6. 2020年11月25日配信、電子書籍（BookLive!先行配信）[24]
  7. 2020年12月25日配信、電子書籍（BookLive!先行配信）[25]
  8. 2021年1月22日配信、電子書籍（BookLive!先行配信）[26]
  9. 特装版【描き下ろし番外編つき】2021年4月16日配信、電子書籍[27]
    - 特装版では1巻から8巻の内容と新たに描き下ろし16ページを収録。
- 『オレは床で寝ます！』少年画報社〈ヤングキングコミックス〉、2020年 - 2021年、全2巻
  1. 2020年11月16日発売、ISBN 978-4-7859-6797-0[28]
  2. 2021年7月15日発売、ISBN 978-4-7859-6956-1[29]
- 『幼馴染のお姫様』秋田書店〈少年チャンピオンコミックス〉、2023年 - 2024年、全4巻
  1. 2023年5月8日発売、ISBN 978-4-253-29289-4[30]
  2. 2023年7月6日発売、ISBN 978-4-253-29290-0[31]
  3. 2023年10月6日発売、ISBN 978-4-253-29291-7[32]
  4. 2024年1月5日発売、ISBN 978-4-253-29292-4[33]

#### アンソロジー（共著）
- 『ニューダンガンロンパV3 みんなのコロシアイ新学期 コミックアンソロジー』一迅社〈DNAメディアコミックス〉
  - 「キズナハグルマ」2017年4月25日発売、ISBN 978-4-7580-0946-1[34]
  - VOL.2「ウラガエシギフト」2017年7月25日発売、ISBN 978-4-7580-0955-3[35]
  - VOL.3「ポーカーフェイスジョーカー」2017年11月25日発売、ISBN 978-4-7580-0968-3[36]
- 『4コマ公式アンソロジー ラブライブ!サンシャイン!!』KADOKAWA〈電撃コミックNEXT〉
  - 「ちぐはぐ？バディブリーズ」2017年12月16日発売、ISBN 978-4-04-893550-0[37]
- 『ひとりじめマイヒーロー コミックアンソロジー』一迅社〈DNAメディアコミックス〉
  - VOL.2「ふたりきりベストショット」2017年12月25日発売、ISBN 978-4-7580-0975-1[38]
- 『ひょっとしてギャルは俺らに優しいのでは？ アンソロジーコミック』一迅社〈REXコミックス〉
  - 第3巻「クチにするまでわからない？」2018年7月30日発売、ISBN 978-4-7580-6758-4[39]
- 『文豪とアルケミスト コミックアンソロジー』一迅社〈DNAメディアコミックス〉
  - VOL.4「様墨の紡ぐ来訪者」2018年10月25日発売、ISBN 978-4-7580-2015-2[40]
- 『"尊すぎて読めなァァァァァァい!!"4Pショート・ストーリーズ』一迅社
  - 第2巻「1位vs1位」2020年2月4日発売、ISBN 978-4-7580-2082-4[41]
- 『小林さんちのメイドラゴン オフィシャルパロディ 〜もしも、一緒の青春だったら〜』双葉社〈同人誌〉
  - 「ひと、ふた、もっと」2020年5月1日発売[42]
- 『＃BがLする4ページアンソロジー ～好きがあふれて止まらない！～』libre〈クロフネDELUXE〉
  - 「フォーカスロック」2022年5月19日発売、ISBN 978-4-7997-5722-2[43]
- 『お兄ちゃんはおしまい! 公式アンソロジーコミック 3』一迅社〈IDコミックス〉
  - 「まひろとなゆたと変身ヒロイン」2023年1月7日発売、ISBN 978-4-7580-8402-4[44]
- 『吸血鬼すぐ死ぬ 公式アンソロジー 新横浜で会いましょう 2』秋田書店〈少年チャンピオンコミックス（ミステリーボニータ）〉
  - 「リベンジマッチ！よよいのニャン」2023年2月8日発売、ISBN 978-4-2532-0126-1[45]